# Лобановский, Денис Владимирович
Денис Владимирович Лобановский (укр. Денис Володимирович Лобановський; род. 9 января 1976, Киев, УССР) —  украинский хоккеист, основатель хоккейного клуба «Дженералз» (Киев).

## Биография
1982—1993 — воспитанник СДЮШОР «СОКОЛ» Киев;
1993—1995 — ШВСМ (Киев);
1995—1998 — ХК «Сокол» (Киев);
1998—2003 — выступления во Франции за ХК «Безансон Ле Секюан» и ХК «Лимож»;